# مجموعة محمد بك أبو الذهب
مسجد ومدرسة وتكية محمد بك أبو الذهب أو مجمع أبو الذهب يقع هذا المسجد تجاه الجامع الأزهر، شرع في إنشائه الأمير محمد أبو الدهب منذ عام 1187هـ/1773م وحتى عام 1188هـ/1774م، وكان أبو الذهب تابعا لعلى بك الكبير أحد أمراء مصر، اشتراه سنة 1175هـ/1761م وقلده الإمارة وعرف بأبى الذهب لأنه لما ارتدى الخلعة بالقلعة صار ينثر الذهب على الفقراء في طريقه إلى منزله، وعظم شأنه في وقت قصير إلى أن انفرد بإمارة مصر.

## وصفه
هذا المسجد من المساجد المعلقة - أي التي بنيت مرتفعة عن مستوى الطريق وفتح بسفل وجهاتها دكاكين - له وجهتان إحداهما تشرف على ميدان الأزهر ويتوسطها المدخل الرئيس ويصعد إليه بسلم مزدوج له درابزين من الخرط، والثانية تقابل الجامع الأزهر وبنهايتها مدخل آخر يشبه المدخل الرئيس.
وقد بنى هذا المسجد على نسق مسجد سنان باشا ببولاق من حيث التخطيط والطراز فيما عدا فروقا بسيطة، وهو مربع الشكل طول ضلعه 15 مترا تغطيه قبة كبيرة تتكون رقبتها من ستة عشر ضلعا فتح بها شبابيك من الجص والزجاج الملون، وترتكز على حوائط المسجد بواسطة أربعة عقود تشغل أركان المربع، وكانت القبة محلاة بنقوش مذهبة لم يبق منها سوى آثارها، وفي أسفل الرقبة طراز مموه بالذهب مكتوب به آيات قرآنية تنتهى باسم محمد بك أبو الذهب، ويتوسط جدار القبلة محراب مكسو بالرخام الملون والخردة الملون والخردة المطعمة بالصدف وإلى جانبه منبر خشبى، وتجاه المحراب بالجدار المقابل له توجد دكة المبلغ محمولة على كابولين ولها درابزين من الخشب الخرط يصعد إليها وإلى سطح المسجد بواسطة سلم داخل هذا الجدار.
وللمسجد ثلاثة أبواب تنفذ إلى الأروقة الثلاثة المحيطة بجوانبه الثلاثة والتي تغطيها قباب محمولة على عقود ترتكز على أكتاف من الحجر وأعمدة من الرخام كما هو الحال بمسجد سنان باشا.
وفى نهاية الرواق البحرى على يسار الداخل من الباب الرئيس مقصورة من النحاس المصنوع بتصميم جميل بها قبر المنشئ وجدرانه مكسوة بالقاشانى المزخرف، ويجاور هذه المقصورة مقصورة أخرى بها خزانة الكتب.
وبالركن القبلى الغربي تقوم منارة شاهقة بنيت مربعة، لها دورتان وتنتهى من أعلى بخمسة رءوس على شكل زلع، وهى بشكلها هذا تعتبر فريدة بين المآذن التركية، هذا وقد ألحق أبو الذهب بمسجده من الجهة الغربية تكية وحوضا لسقى الدواب وسبيلا.

## الموقع
يقع جامع محمد بك أبو الذهب في ميدان الأزهر في الجهة المقابلة من مدخل الجامع الأزهر، القاهرة، مصر.

## تاريخ الأنشاء
شيد هذا الجامع عام 1188 هجرية- 1774 ميلادية على يد محمد بك أبو الذهب وقد استخدم في بادئ الأمر ليكون مدرسة تساعد في أستيعاب الأعداد المتزايدة من الطلاب الوافدين على الأزهر. ويعد رابع المساجد التي شيدت في العصر العثماني (مسجد سارية الجبل بالقلعة - مسجد سنان باشا ببولاق - مسجد الملكة صفية بالدواودية)

## المنشئ
هو الأمير محمد بك أبو الذهب الذي كان الذراع الأيمن من علي بك الكبير وصهره وقد أخذ علي بك الكبير يوليه المناصب حتى تولى منصب الخازندار وهو المسئول عن خزانة الدولة (وزير المالية حاليا)و من شدة فرحة محمد بك بهذا المنصب الكبير قام بتوزيع الهبات والعطايا الذهبية على الفقراء والعامة ومن هنا لقب بمحمد بك أبو الذهب. وعندما بدأ سيده علي بك الكبير يستعد للأستقلال عن الدولة العثمانية أصبح قائدا للجيوش وفي تلك الأثناء كاد علي بك الكبير ينفصل عن الدولة العلية حيث عقد عدة تحالفت مع أمراء الشام وعلى رأسهم ضاهر العمر شيخ قبائل فلسطين وكادت مصر أن تصبح دولة مستقلة عن الخلافة العثمانية لولا غدر وخيانة محمد بك أبو الذهب الذي تحالف مع الدولة العثمانية وقتل ولي نعمته علي بك الكبير عام1188 هجرية- 1774 ميلادية وقد فاز بمنصب والي مصر جزاء خيانته. وقد وافته المنية في مدينة عكا ببلاد الشام عام 1189 هجرية- 1775 ميلادية وقد تم نقل جثمانه للقاهرة ودفن بهذا الجامع.

## وصف الجامع
يتكون المسجد من مستطيل مساحته 24x33 متر وهو من المساجد المعلقة وهي نوع من المساجد يكون مرتفعا عن سطح الشارع والمسجد عبارة عن قبة يحيط بها ثلاث أروقة مسقوفة بقباب أخرى أصغر من القبة الرئيسية وتلك القباب محمولة على أعمدة رخامية ونجد المحراب في جنوب شرق المسجد أسفل القبة الرئيسية وقد تم تكسيته بالرخام بينما منبر الجامع مطعم بالصدف وقد فتحت في رقبة القبة عدة نوافذ مغطاة بشبابيك من الجص والزجاج الملون والتي تعمل على أضائة صحن الجامع بأضائة ملونة من خلال أنعكاس أشعة الشمس عليها.و قد تم زخرفة باطن القبة بنقوش مذهبة.
للجامع مدخلان أحداهما في الجهة الشرقية مواجها للجامع الأزهر والمدخل الثاني في الجهة الشمالية يطل على ميدان الأزهر.

## مئذنة الجامع
يتميز جامع محمد بك أبو الذهب بمئذنته الفريدة والتي تقع بنهاية الطرقة الجنوبية وهي عبارة عن مئذنة مكونة من ثلالث طوابق تنتهي بخمسة رؤؤس وهي شديدة الشبه بمئذنة جامع قانصوه الغوري

## معرض صور

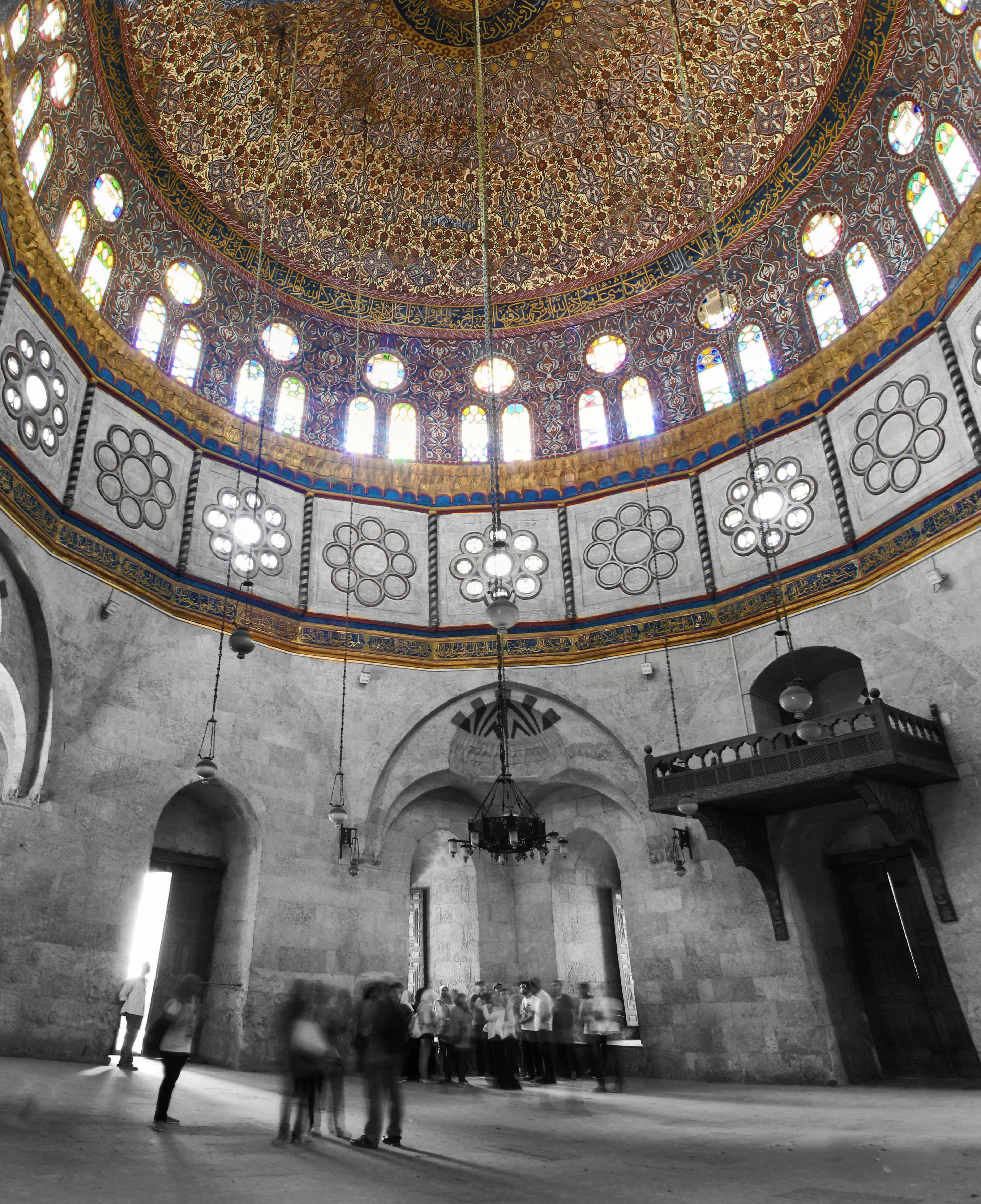
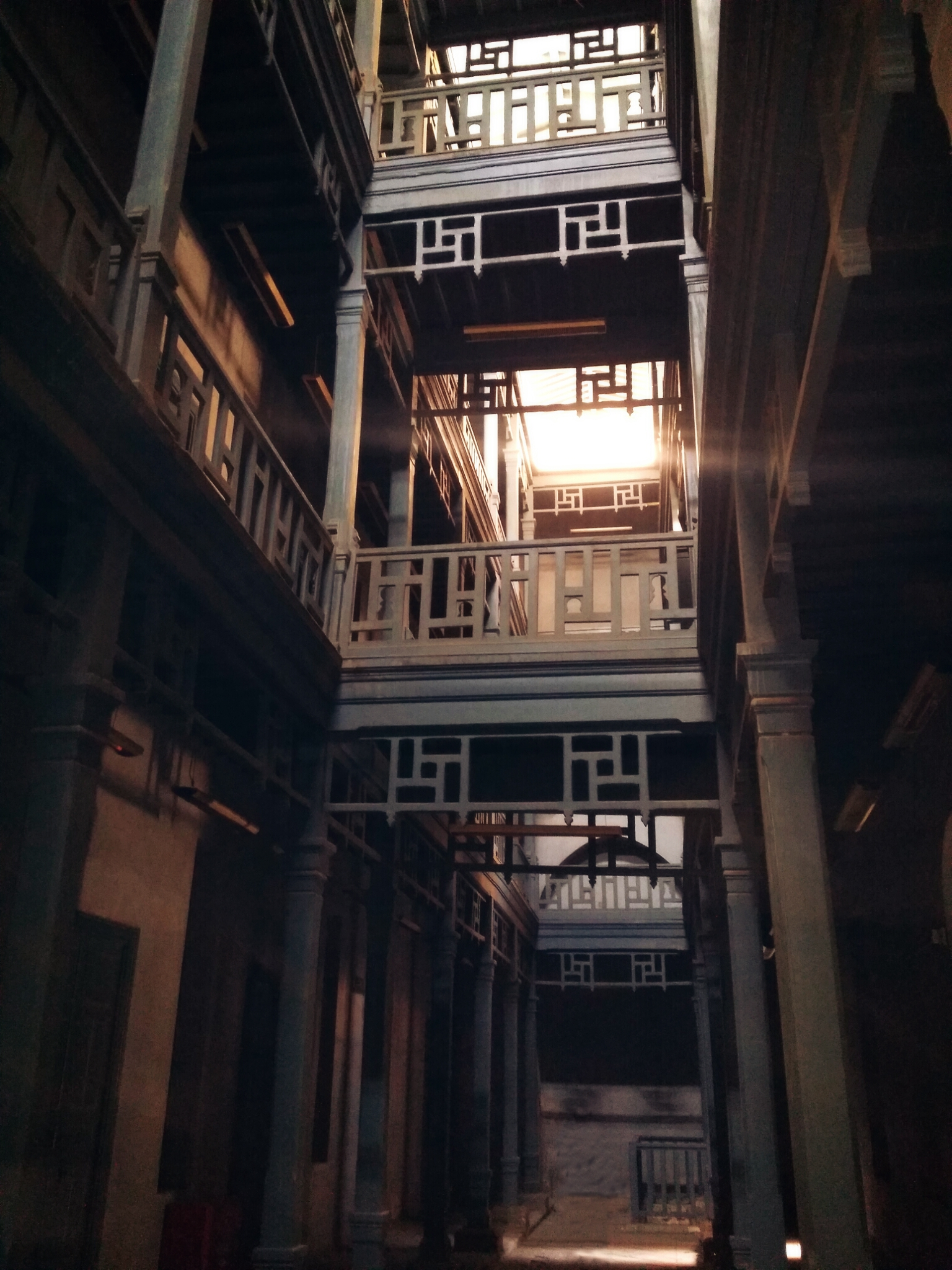
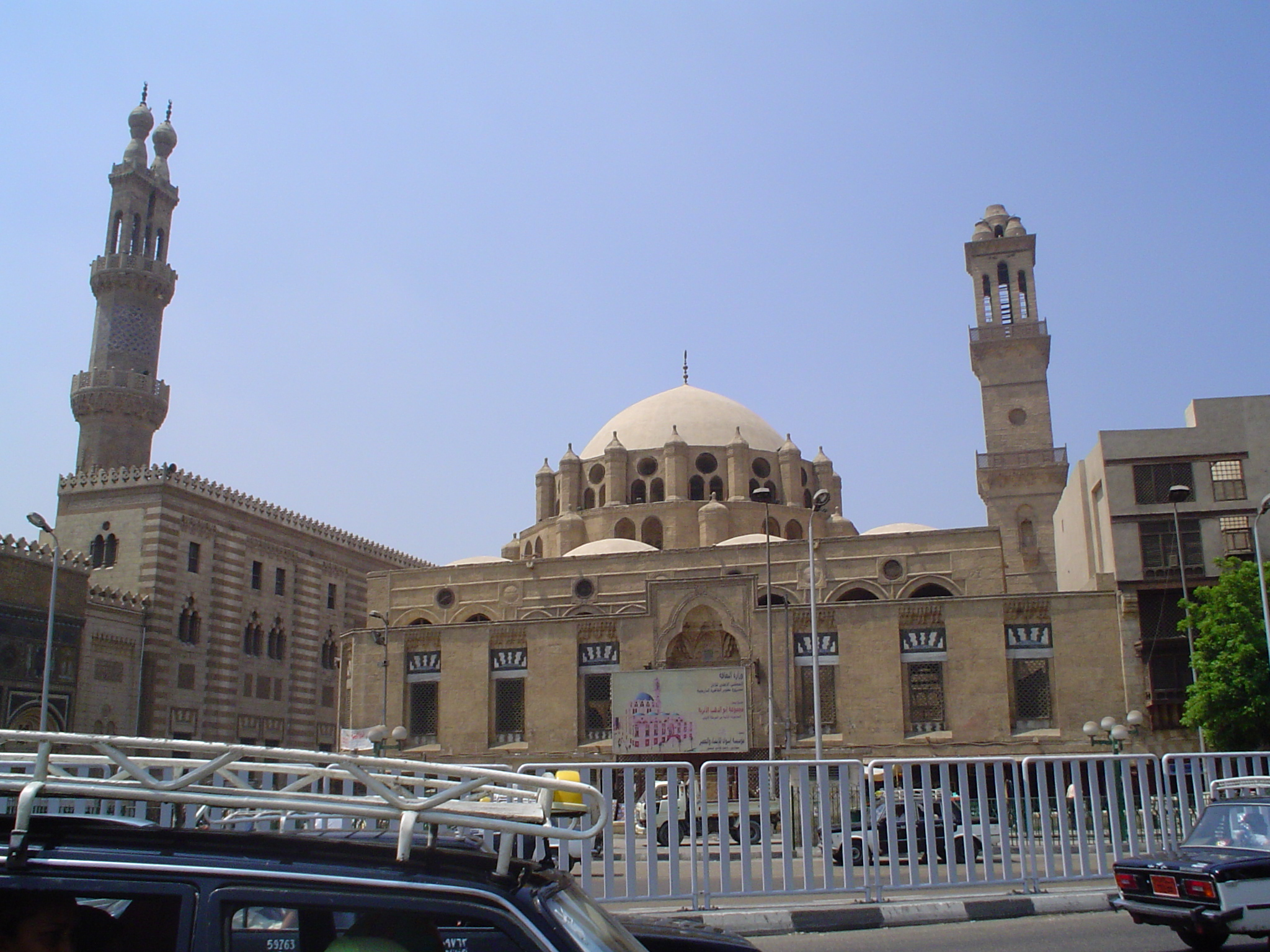
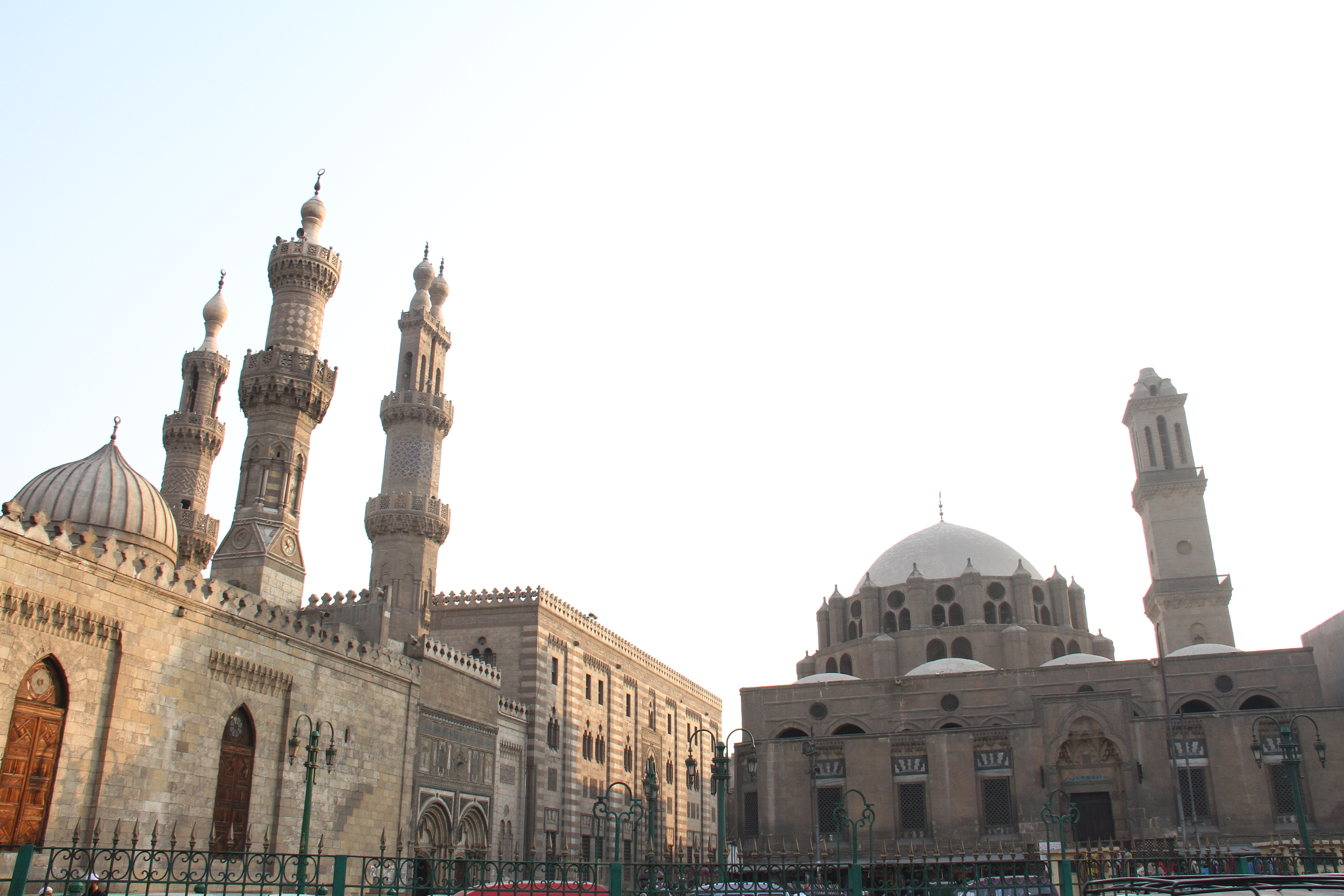
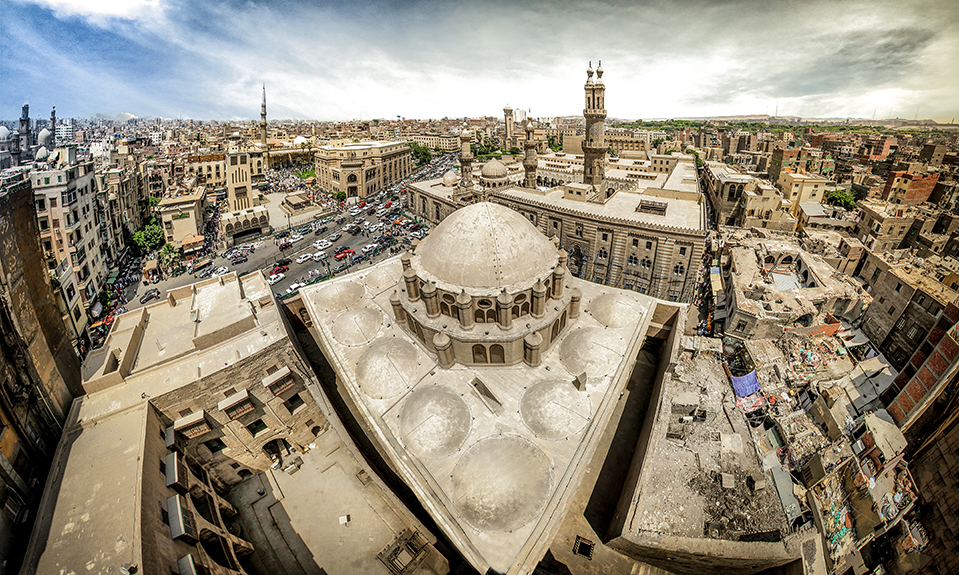
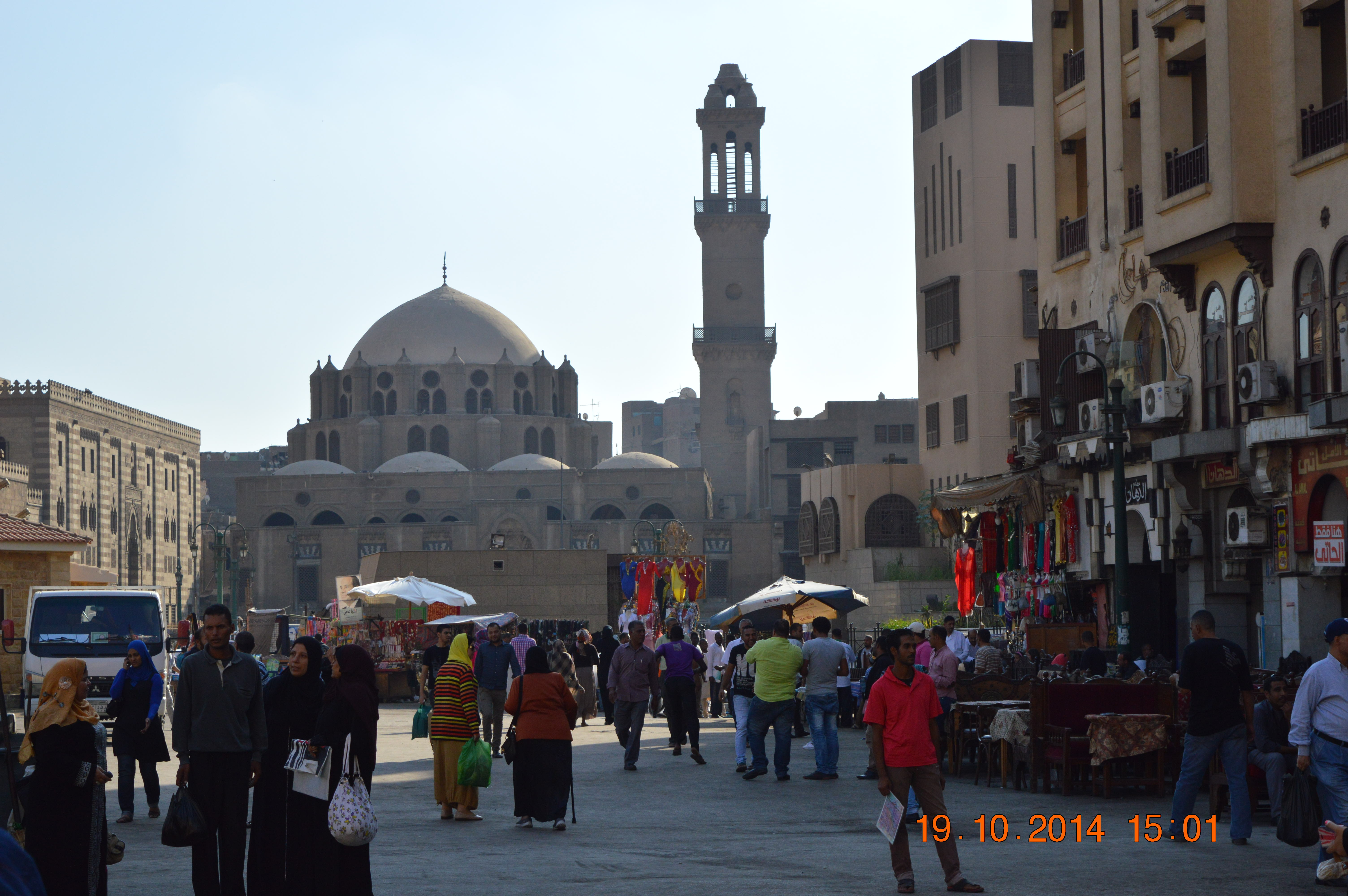
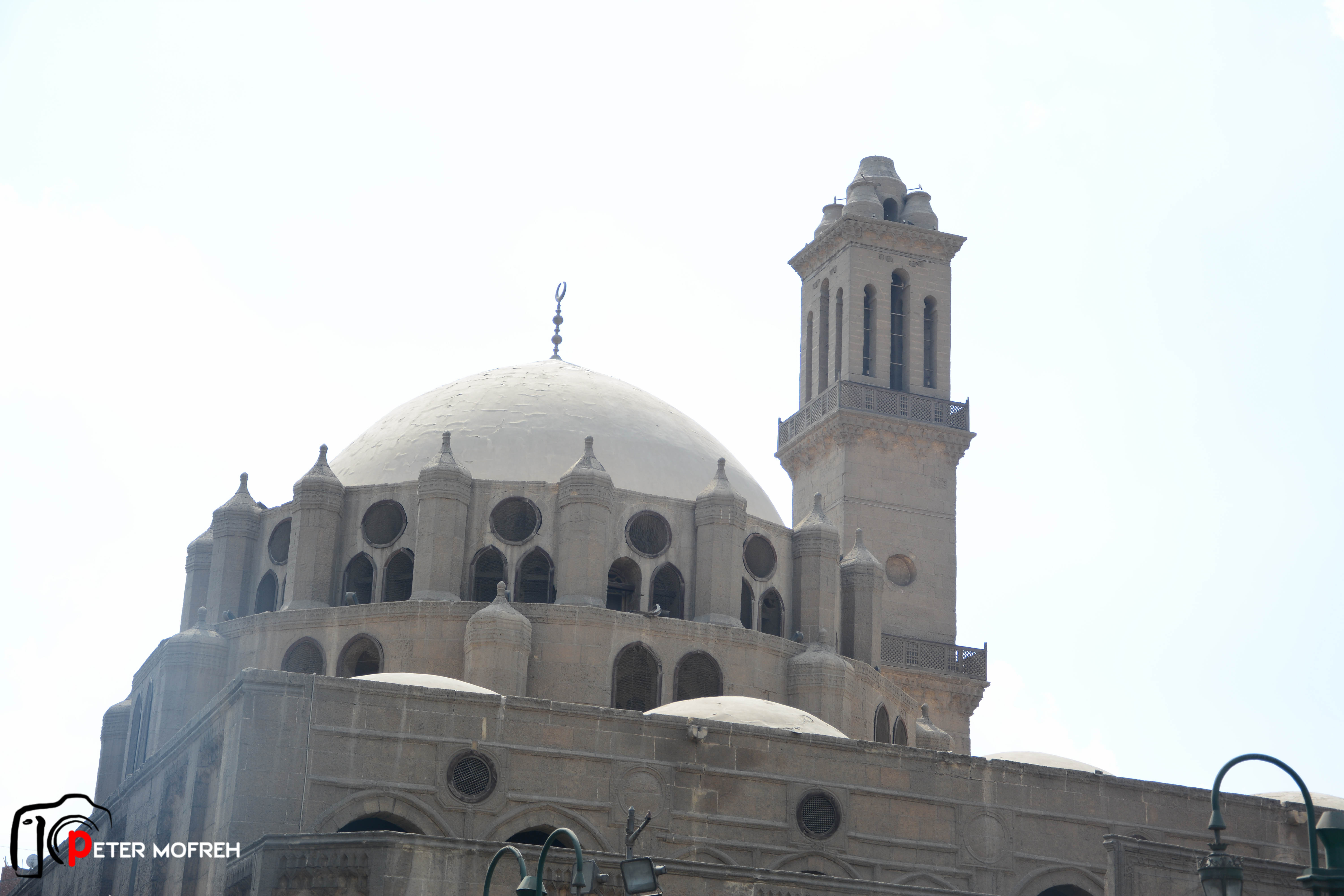
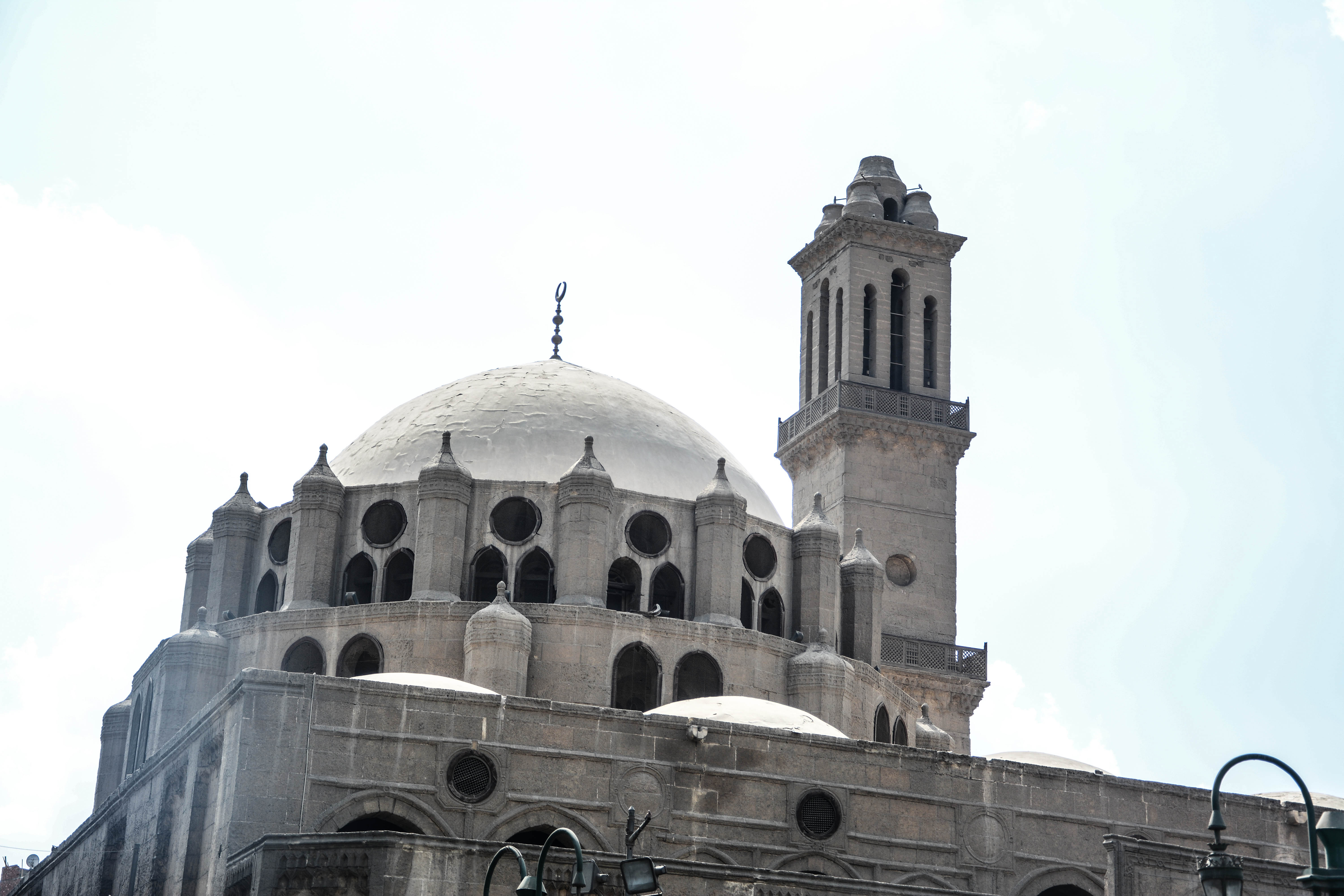
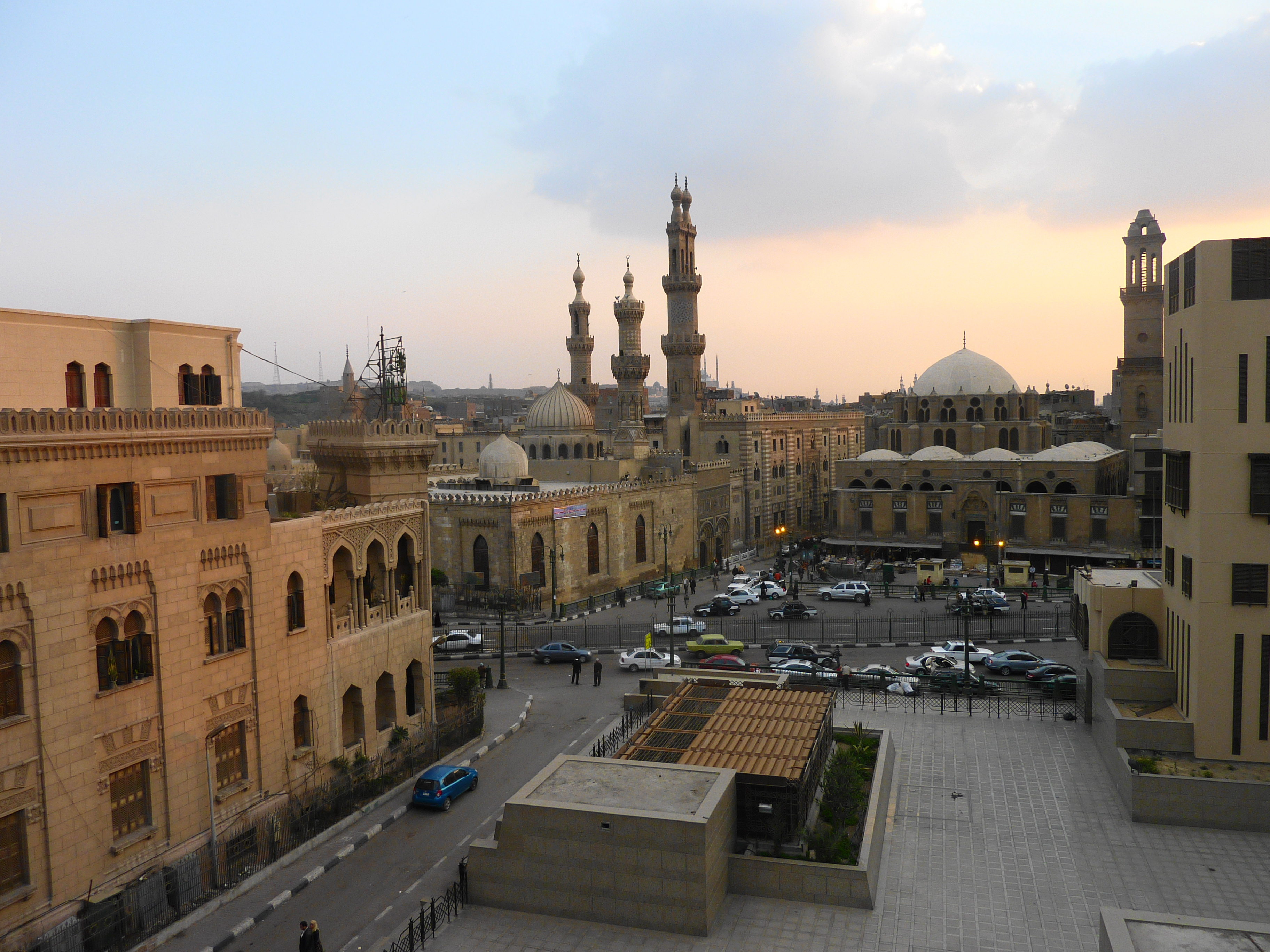